# Tarundia chloris
Tarundia chloris är en insektsart som beskrevs av Melichar 1898. Tarundia chloris ingår i släktet Tarundia och familjen Ricaniidae. Inga underarter finns listade i Catalogue of Life.